# An der Etsch
An der Etsch und im Gebirge bylo rychtářství Řádu německých rytířů, založené okolo roku 1260 se sídlem v Bolzanu, dnes v italské provincii Jižní Tyrolsko zahrnující několik bývalých komend v Tyrolském hrabství a přilehlém Tridentském biskupství a knížectví.
Byla jednou z německých provincií v rámci Svaté říše římské která držela status říšské bezprostřednosti a registrací jako říšský stav. Komenda byla podřízena Landkomturovi.

## Historie

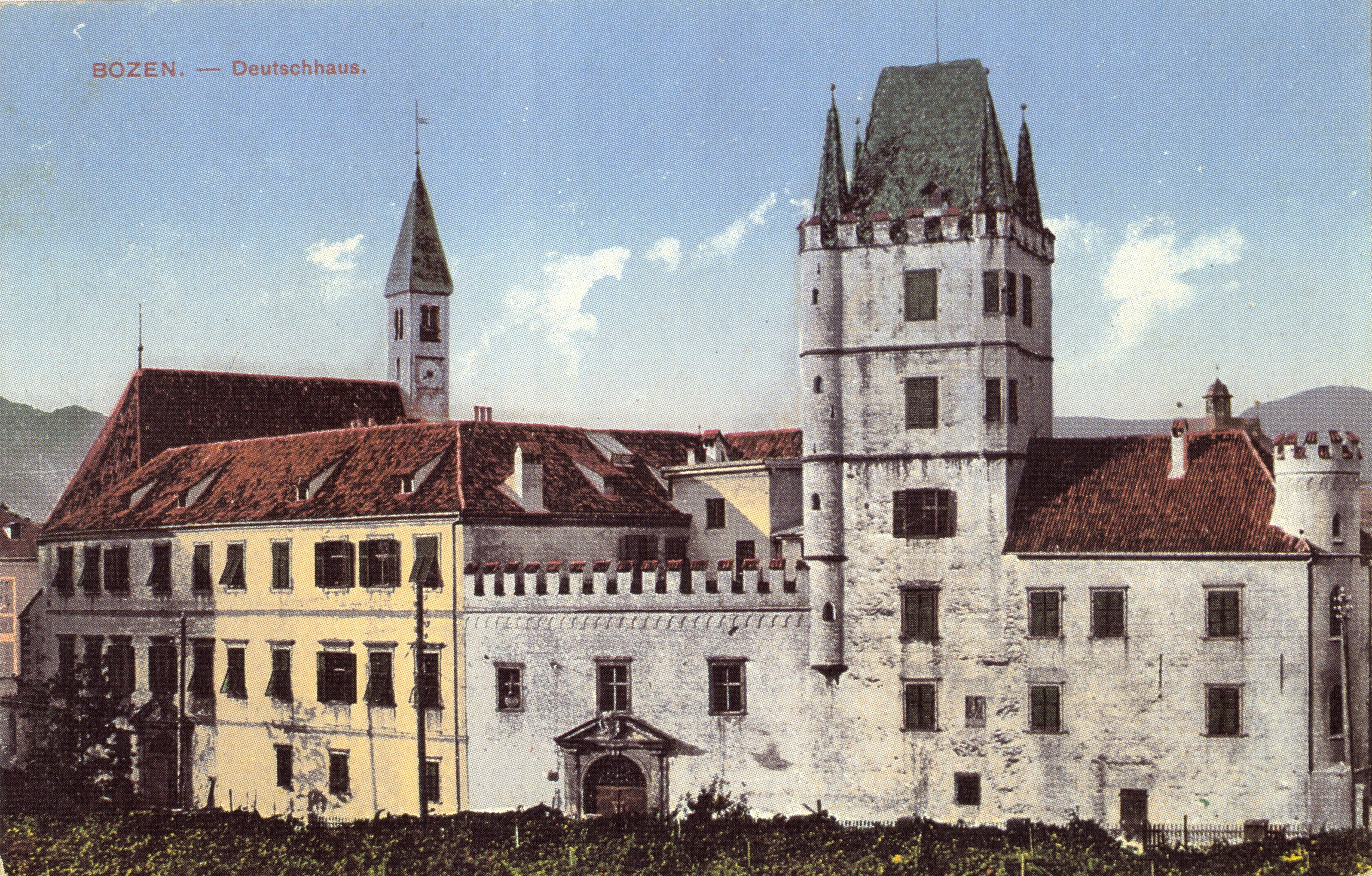
Komturství řádu (Deutschhaus) v Bolzanu

Roku 1202 Řád německých rytířů postavil první nemocnici na soutoku Etschu a Eisacku blízko Bolzana. Následovalo několik ubytoven podél horské silnice.
Svoji samostatnost komenda ztratila roku 1805 během Napoleonských válek, kdy Tyrolsko přešlo do Bavorského království a nakonec roku 1814 bylo začleněno do Rakouského císařství. Z pohledu německých rytířů nebylo nikdy zrušeno.